# Carlos Parente
Carlos Parente, de son nom complet Carlos Alberto Bastos Parente, est un footballeur portugais né le 8 avril 1961 à Luanda. Il évoluait au poste de milieu.

## Biographie

### En club
Il commence sa carrière professionnelle en 1979 avec le GD Estoril-Praia qui évolue en première division portugaise,,.
Le club étant relégué à la fin de la saison, il quitte Estoril pour rejoindre l'Académica de Coimbra en 1980. Il subit le même sort lors de sa première saison et évolue alors en deuxième division durant trois saisons,,.
En 1984, il retrouve la première division avec le Boavista FC. Il représente le club pendant sept saisons,,.
Après son passage à Boavista, il reste dans la ville de Porto pour jouer sous les couleurs du SC Salgueiros de 1991 à 1994,,.
Il raccroche les crampons après une dernière saison 1994-1995 au FC Marco,.
Il dispute un total de 229 matchs pour 24 buts marqués en première division portugaise,. Au sein des compétitions européennes, il dispute 3 matchs en Coupe UEFA pour aucun but marqué.

### En équipe nationale
International portugais, il reçoit deux sélections en équipe du Portugal en 1987. Le 11 novembre, dans le cadre des éliminatoires de l'Euro 1988, il joue contre la Suisse (match nul 0-0 à Porto). Le 5 décembre, il dispute un match contre l'Italie (défaite 0-3 à Milan).